# Associazione Calcio Como 1962-1963
Questa voce raccoglie le informazioni riguardanti l'Associazione Calcio Como nelle competizioni ufficiali della stagione 1962-1963.

## Stagione
Nella stagione 1962-1963 il Como disputa il campionato di Serie B, un torneo che prevede tre promozioni e tre retrocessioni, con 31 punti in classifica retrocede in Serie C, con Sambenedettese a 30 punti e Lucchese con 21 punti. Salgono in Serie A il Messina con 50 punti e la coppia formata da Lazio e Bari con 48 punti.
Questo campionato cadetto è stato per il Como il più travagliato, per avvenimenti extrasportivi che ne causarono la retrocessione. Sono stati ceduti i giovani gioielli Luigi Meroni al Genoa e Antonio Ghelfi e Franco Landri al Messina, gli ultimi due in cambio di Italo Carminati, l'acquisto più importante è stato quello di Giuseppe Longoni dall'Inter, avrà una lunga carriera in Serie A, altri rinforzi sono gli arrivi di Corrado Teneggi dal Savona e Roberto Derlin dallo Spezia. Dal Livorno arrivò il giovane Paolo Bessi un ragazzo che suo malgrado ha segnato la stagione lariana. Il campionato con i suoi alti e bassi portano il Como stabilmente a metà classifica, il 13 gennaio in Como-Verona (0-1) nel rientrare negli spogliatoi l'arbitro Angelini venne ferito da un sasso lanciato in campo, a seguito di ciò arriva la giusta la squalifica del Sinigaglia. A febbraio con la squadra quint'ultima viene esonerato l'allenatore danese Frank Pedersen sostituito dall'allenatore delle giovanili Giovanni Zanollo, proprio in quei giorni scoppia il caso del giocatore Bessi. La stagione precedente in Serie D nell'Altopascio aveva subito una squalifica dal Comitato regionale toscano fino al 31 ottobre 1962. Quando arriva al Como non ha la comunicazione della squalifica da scontare. Il 6 aprile 1963 la Commissione giudicante della Lega Nazionale Calcio sospese Bessi da ogni attività agonistica e deliberò la sconfitta a tavolino per il Como nelle cinque partite giocate da Bessi, nelle quali i lariani avevano ottenuto tre sconfitte con Foggia, Lazio e Padova, un pareggio con il Catanzaro ed una vittoria con il Cosenza. I tre punti persi a tavolino fanno precipitare il Como al penultimo posto con poche possibilità di salvezza. Nelle ultime sei partite la squadra lariana ottenne sette punti che non bastarono a salvarsi. In Coppa Italia subito fuori al primo turno con l'Atalanta (2-4) dopo i supplementari, la squadra bergamasca inizia da Como il percorso che la porta a vincere il prestigioso trofeo.

## Rosa
| N. |                   | Ruolo | Calciatore          |
| -- | ----------------- | ----- | ------------------- |
|    | Italia (bandiera) | P     | Gianpaolo Bello     |
|    | Italia (bandiera) | P     | Gianvito Geotti     |
|    | Italia (bandiera) | P     | Alessandro Peviani  |
|    | Italia (bandiera) | D     | Bruno Ballarini     |
|    | Italia (bandiera) | D     | Paolo Bessi         |
|    | Italia (bandiera) | D     | Enrico Boriani      |
|    | Italia (bandiera) | D     | Giuseppe Longoni    |
|    | Italia (bandiera) | D     | Pietro Manzoni      |
|    | Italia (bandiera) | D     | Maurilio Valpreda   |
|    | Italia (bandiera) | C     | Roberto Derlin      |
|    | Italia (bandiera) | C     | Giovanni Invernizzi |
|    | Italia (bandiera) | C     | Emiliano Mascetti   |

| N. |                   | Ruolo | Calciatore          |
| -- | ----------------- | ----- | ------------------- |
|    | Italia (bandiera) | C     | Adelmo Ponzoni      |
|    | Italia (bandiera) | C     | Alberto Sironi      |
|    | Italia (bandiera) | C     | Franco Stefanini    |
|    | Italia (bandiera) | A     | Italo Carminati     |
|    | Italia (bandiera) | A     | Virginio Costa      |
|    | Italia (bandiera) | A     | Fulvio Francesconi  |
|    | Italia (bandiera) | A     | Gianfranco Galvanin |
|    | Italia (bandiera) | A     | Paolo Morelli       |
|    | Italia (bandiera) | A     | Angelo Orsi         |
|    | Italia (bandiera) | A     | Piergiorgio Sartore |
|    | Italia (bandiera) | A     | Corrado Teneggi     |
|    | Italia (bandiera) | A     | Angelo Villa        |

## Risultati

### Serie B

#### Girone di andata
| Arbitro: | Barolo (Noale) |

|             |           |           |
| Sartore 52’ | Marcatori | 40’ Merlo |

| Arbitro: | Palazzo (Palermo) |

|                           |           |  |
| Arrigoni 56’ Sicurani 73’ | Marcatori |  |

| Arbitro: | Cadel (Mestre) |

|                                            |           |               |
| Sartore 29’ Morelli 54’, 83’ Carminati 85’ | Marcatori | 82’ Rumignani |

| Como 7 ottobre 1962 4ª giornata | Como                | 0 – 2 A Tav. | Catanzaro | Stadio Giuseppe Sinigaglia\| Arbitro: \| Bernardis (Trieste) \| |
| Arbitro:                        | Bernardis (Trieste) |              |           |                                                                 |

| Arbitro: | Babini (Ravenna) |

|                      |           |             |
| Faleo 28’ Nocera 71’ | Marcatori | 76’ Teneggi |

| Arbitro: | Barolo (Noale) |

|                                  |           |  |
| Morrone 54’ Ballarini 86’ (aut.) | Marcatori |  |

| Arbitro: | Cirone (Palermo) |

|            |           |                               |
| Derlin 78’ | Marcatori | 25’ Kolbl 64’ (rig.) Mazzanti |

| Arbitro: | Politano (Cuneo) |

|  |           |                         |
|  | Marcatori | 10’ Morelli 70’ Teneggi |

| Arbitro: | Marengo (Chiavari) |

|  |           |             |
|  | Marcatori | 10’ Corradi |

| Arbitro: | Ferrari (Milano) |

|                          |           |  |
| Favalli 29’ De Paoli 36’ | Marcatori |  |

| Arbitro: | Monti (Ancona) |

|                           |           |            |
| Carminati 19’, 45’ (rig.) | Marcatori | 88’ Vitali |

| Arbitro: | Sabatella (Potenza) |

|                                          |           |                          |
| Costa 29’ Morelli 44’ Carminati 64’, 88’ | Marcatori | 47’ Frigeri 80’ Santelli |

| Arbitro: | Carminati (Milano) |

|                       |           |           |
| Cappellaro 72’ (rig.) | Marcatori | 27’ Costa |

| Arbitro: | Orlando (Bergamo) |

|                                                 |           |                 |
| Morelli 5’ Derlin 10’ Carminati 25’, 40’ (rig.) | Marcatori | 18’ De Bernardi |

| Arbitro: | Bernardis (Trieste) |

|                                               |           |             |
| Fascetti 29’ Calloni 30’ (rig.) Calzolari 38’ | Marcatori | 24’ Morelli |

| Arbitro: | Palazzo (Palermo) |

|                                               |           |               |
| Giammarinaro 28’ Catalano 85’ Postiglione 89’ | Marcatori | 14’ Carminati |

| Arbitro: | Angelini (Firenze) |

|  |           |               |
|  | Marcatori | 67’ Basiliani |

| Como 20 gennaio 1963 18ª giornata | Como             | 0 – 0 | Udinese | Stadio Giuseppe Sinigaglia\| Arbitro: \| Babini (Ravenna) \| |
| Arbitro:                          | Babini (Ravenna) |       |         |                                                              |

| Arbitro: | Di Tonno (Lecce) |

|                     |           |             |
| Varsi 20’ Longo 79’ | Marcatori | 55’ Morelli |

#### Girone di ritorno
| Arbitro: | Barolo (Noale) |

|             |           |             |
| Sestili 20’ | Marcatori | 43’ Sartore |

| Arbitro: | Cataldo (Reggio Calabria) |

|                          |           |                          |
| Morelli 2’ Stefanini 53’ | Marcatori | 23’ Sicurani 88’ Castano |

| Cosenza 17 febbraio 1963 22ª giornata | Cosenza            | 0 – 0 | Como | Stadio Città di Cosenza\| Arbitro: \| Sebastio (Taranto) \| |
| Arbitro:                              | Sebastio (Taranto) |       |      |                                                             |

| Arbitro: | Righetti (Torino) |

|             |           |              |
| Bagnoli 69’ | Marcatori | 2’ Carminati |

| Arbitro: | Monti (Ancona) |

|                                |           |             |
| Carminati 41’, 86’ Morelli 67’ | Marcatori | 89’ Ghedini |

| Arbitro: | Sebastio (Taranto) |

|           |           |                          |
| Costa 52’ | Marcatori | 34’ Rozzoni 71’ Maraschi |

| Arbitro: | Righetti (Torino) |

|                     |           |                                         |
| Grevi 54’ Kolbl 82’ | Marcatori | 29’ Stefanini 62’ Morelli 77’ Carminati |

| Arbitro: | Carminati (Milano) |

|               |           |                                       |
| Stefanini 14’ | Marcatori | 23’ Traspedini 29’, 59’, 90’ Ferrario |

| Arbitro: | Marchese (Napoli) |

|                |           |               |
| Versolatto 29’ | Marcatori | 27’ Carminati |

| Arbitro: | Genel (Trieste) |

|              |           |  |
| Carminati 8’ | Marcatori |  |

| Alessandria 21 aprile 1963 30ª giornata | Alessandria         | 0 – 0 | Como | Stadio Giuseppe Moccagatta\| Arbitro: \| Lo Bello (Siracusa) \| |
| Arbitro:                                | Lo Bello (Siracusa) |       |      |                                                                 |

| Arbitro: | Gambarotta (Genova) |

|          |           |             |
| Risos 8’ | Marcatori | 47’ Morelli |

| Arbitro: | Carminati (Milano) |

|                  |           |                                  |
| Facca 47’ (aut.) | Marcatori | 5’, 44’ Innocenti 84’ Cappellaro |

| Busto Arsizio 12 maggio 1963 33ª giornata | Pro Patria        | 0 – 0 | Como | Stadio Comunale\| Arbitro: \| Angonese (Mestre) \| |
| Arbitro:                                  | Angonese (Mestre) |       |      |                                                    |

| Arbitro: | Sbardella (Roma) |

|                             |           |  |
| Morelli 78’ Francesconi 82’ | Marcatori |  |

| Arbitro: | Francescon (Padova) |

|             |           |              |
| Morelli 63’ | Marcatori | 62’ Visentin |

| Arbitro: | D'Agostini (Roma) |

|             |           |  |
| Ciccolo 43’ | Marcatori |  |

| Udine 9 giugno 1963 37ª giornata | Udinese          | 0 – 0 | Como | Stadio Moretti\| Arbitro: \| Sbardella (Roma) \| |
| Arbitro:                         | Sbardella (Roma) |       |      |                                                  |

| Arbitro: | D'Agostini (Roma) |

|                           |           |               |
| Stefanini 17’ Morelli 90’ | Marcatori | 74’ Torriglia |

### Coppa Italia
| Arbitro: | Francescon (Padova) |

|                           |           |                                           |
| Carminati 74’ Morelli 84’ | Marcatori | 2’ Da Costa 53’, 93’ Domenghini 108’ Nova |

## Statistiche

### Statistiche di squadra
| Competizione | Punti | In casa | In casa | In casa | In casa | In casa | In casa | In trasferta | In trasferta | In trasferta | In trasferta | In trasferta | In trasferta | Totale | Totale | Totale | Totale | Totale | Totale | DR  |
| Competizione | Punti | G       | V       | N       | P       | Gf      | Gs      | G            | V            | N            | P            | Gf           | Gs           | G      | V      | N      | P      | Gf     | Gs     | DR  |
| ------------ | ----- | ------- | ------- | ------- | ------- | ------- | ------- | ------------ | ------------ | ------------ | ------------ | ------------ | ------------ | ------ | ------ | ------ | ------ | ------ | ------ | --- |
| Serie B      | 31    | 19      | 7       | 4       | 8       | 25      | 27      | 19           | 2            | 9            | 8            | 13           | 24           | 38     | 9      | 13     | 16     | 38     | 51     | -13 |
| Coppa Italia |       | 1       | 0       | 0       | 1       | 2       | 4       | -            | -            | -            | -            | -            | -            | 1      | 0      | 0      | 1      | 2      | 4      | -2  |
| Totale       |       | 20      | 7       | 4       | 9       | 27      | 31      | 19           | 2            | 9            | 8            | 13           | 24           | 39     | 9      | 13     | 17     | 40     | 55     | -15 |

### Statistiche dei giocatori
| Giocatore      | Serie B  | Serie B | Coppa Italia | Coppa Italia | Totale   | Totale |
| Giocatore      | Presenze | Reti    | Presenze     | Reti         | Presenze | Reti   |
| -------------- | -------- | ------- | ------------ | ------------ | -------- | ------ |
| B. Ballarini   | 31       | 0       | 1            | 0            | 32       | 0      |
| G. Bello       | 4        | -6      | 1            | -4           | 5        | -10    |
| P. Bessi       | 16       | 0       | -            | -            | 16       | 0      |
| E. Boriani     | 7        | 0       | -            | -            | 7        | 0      |
| I. Carminati   | 26       | 13      | 1            | 1            | 27       | 14     |
| V. Costa       | 19       | 3       | -            | -            | 19       | 3      |
| R. Derlin      | 34       | 1       | 1            | 0            | 35       | 1      |
| F. Francesconi | 8        | 1       | -            | -            | 8        | 1      |
| G. Galvanin    | 4        | 0       | -            | -            | 4        | 0      |
| G. Geotti      | 33       | -34     | -            | -            | 33       | -34    |
| G. Invernizzi  | 34       | 0       | 1            | 0            | 35       | 0      |
| G. Longoni     | 29       | 0       | -            | -            | 29       | 0      |
| P. Manzoni     | 35       | 0       | 1            | 0            | 36       | 0      |
| E. Mascetti    | 2        | 0       | -            | -            | 2        | 0      |
| P. Morelli     | 36       | 12      | 1            | 1            | 37       | 13     |
| A. Orsi        | 4        | 0       | 1            | 0            | 5        | 0      |
| A. Peviani     | 1        | -1      | -            | -            | 1        | -1     |
| A. Ponzoni     | 30       | 0       | 1            | 0            | 31       | 0      |
| P. Sartore     | 37       | 3       | 1            | 0            | 38       | 3      |
| A. Sironi      | 1        | 0       | -            | -            | 1        | 0      |
| F. Stefanini   | 15       | 4       | -            | -            | 15       | 4      |
| C. Teneggi     | 8        | 1       | -            | -            | 8        | 1      |
| M. Valpreda    | 2        | 0       | 1            | 0            | 3        | 0      |
| A. Villa       | 2        | 0       | 1            | 0            | 3        | 0      |